# Ladislau IV Vasa da Polônia
Ladislau IV Vasa (em polonês/polaco:  Władysław IV Waza; Łobzów, 9 de junho de 1595 – Merkinė, 20 de maio de 1648) foi o Rei da Polônia e Grão-Duque da Lituânia desde a sua eleição, em 1632, até sua morte. Foi também, por um breve período, Czar da Rússia de 1610 até sua deposição em 1613. Era o filho mais velho do rei Sigismundo III Vasa e de sua esposa Constança da Áustria.
Ladislau conseguiu impedir que a Comunidade Polaco-Lituana se envolvesse na sangrenta Guerra dos Trinta Anos que assolou a Europa Ocidental durante o seu reinado e teve razoável êxito na defesa do país contra a invasão. Apoiou a tolerância religiosa e se encarregou das reformas militares. Contudo, falhou na realização de seus sonhos de fama e conquistas, ou nas reformas e fortalecimento da República das Duas Nações.
Sua morte marcou o fim da era dourada da república, uma vez que os conflitos e tensões que Ladislau não foi capaz de resolver, levaram em 1648 à maior revolta cossaca -a Revolta de Chmielnicki— e à invasão sueca ("O Dilúvio").

## Títulos reais
- Títulos reais em latim: Vladislaus Quartus Dei gratia rex Poloniae, magnus dux Lithuaniae, Russiae, Prussiae, Masoviae, Samogitiae, Livoniaeque, necnon Suecorum, Gothorum Vandalorumque haereditarius rex, electus magnus dux Moschoviae.
- Tradução portuguesa: Ladislau IV pela graça de Deus rei da Polônia, Grão-Duque da Lituânia, Rutênia, Prússia, Mazóvia, Samogícia, Livônia e também rei hereditário dos suecos, godos e vândalos, eleito Grão-Duque de Moscou.

Em 1632 Ladislau Sigismundo Vasa foi eleito Rei da Polônia e Grão-Duque da Lituânia. Por herança paterna, sucedeu ao Rei da Suécia sendo, também, herdeiro do título de Rei de Jerusalém.

## Biografia
Seu pai Sigismundo III Vasa da Polônia, neto de Gustavo I da Suécia, havia sucedido seu pai no trono da Suécia em 1592, apenas para ser deposto em 1599 por seu tio, que se tornou Carlos IX. Isto levou a uma duradoura disputa com os reis poloneses da Casa de Vasa reivindicando o trono sueco. A consequência disto foi a Guerra sueca (1600-1629) e mais tarde, O Dilúvio de 1655. Sigismundo, um católico devoto, buscou outros conflitos militares no exterior, evitando envolver a República na Guerra dos Trinta Anos e apoiou a Contrarreforma, duas políticas que conduziram ao aumento das tensões dentro da República das Duas Nações.

### Príncipe
Em 1610, Ladislau, com a idade de quinze anos, foi eleito Czar pelos boiardos da Rússia, durante o Tempo de Dificuldades por que passou o país logo após a morte de Boris Godunov. Sua eleição foi parte de um plano mal sucedido de Sigismundo para conquistar toda a Rússia e converter sua população ao catolicismo. Porém, Ladislau nunca pôde reinar na Rússia, pois seu apoio foi temporário e dependeu de alianças políticas internas entre os boiardos. Ele manteve o título, sem nenhum poder real, até 1634.
Antes dele ser eleito rei da República das Duas Nações, ele lutou em muitas campanhas inclusive em algumas contra os russos em 1617-1618 (o fim das Dimitríades), contra os otomanos em 1621 (o fim das Guerras dos Magnatas da Moldávia) e contra os suecos em 1626-1629. Durante aquele tempo, assim como nas viagens que realizou pela Europa (1624-1625) ele aprendeu a arte da guerra e isto mais tarde se refletiria quando ele se tornou rei: assuntos militares eram sempre importantes para ele. Apesar de não ser um gênio militar e ser superado por famosos hetmans contemporâneos da república como Stanisław Koniecpolski, Ladislau ficou sendo conhecido como um comandante bastante hábil.

### Rei

#### Política
Parece que no princípio Ladislau não quis ter relações mais profundas com os Habsburgos. Em 1633, prometeu tratar igual os protestantes e os ortodoxos e forçou Albrycht Stanisław Radziwiłł (católico) a referendar o decreto ameaçando-o de entregar os principais cargos da República aos protestantes. Em 1633/35 nomeou Krzysztof Radziwiłł (calvinista) ao mais alto posto do país (wojewoda wileński (de Vilnius, a capital da Lituânia), grão-hetman lituano). Porém, depois que nobres protestantes barraram sua intenção para empreender uma guerra contra a Suécia protestante, em 1635 no Armistício de Stuhmsdorf (Tratado de Sztumska Wieś), ele renovou a aliança de seu pai com os Habsburgos.

#### Casamentos
Ladislau casou duas vezes. Em finais de 1633/início de 1634, Ladislau pediu ao Papa Urbano VIII permissão para se casar com uma princesa protestante. Pela rapidez da recusa, Ladislau considerou-a como um insulto. No início de 1634 Ladislau enviou Aleksander Przypkowski com uma missão secreta ao Rei da Inglaterra, Carlos I. O enviado tinha que discutir os planos de casamento do rei e a ajuda inglesa para a reconstrução da marinha polonesa. Os planos de casamento do rei foram discutidos na reunião do senado em 19 de março de 1635, mas apenas quatro bispos estavam presentes e apenas um apoiou o plano. Outros documentos referem um possível casamento do rei com Isabel da Boémia, Princesa Palatina (filha de Frederico V, Eleitor Palatino (também conhecido como "Rei de Inverno"). Contudo, quando ele foi "enganado" durante as conversações de paz com a Suécia em 1635  Ladislau mudou a sua intenção de se casar com uma protestante e decidiu buscar apoio das facções católicas, espacialmente dos Habsburgos.
Em 1636, foi considerado um outro casamento com Ana Wiśniowiecka, filha de Michał Wiśniowiecki e irmã de Jeremi Wiśniowiecki, da família de poderosos magnatas poloneses de Wiśniowiecki. Embora Ladislau estivesse muito interessado nessa casamento, ele foi impedido pelo Sejm. Posteriormente, Ana veio a casar com Zbigniew Firlej (entre 1636 e 1638).
A proposta do imperador Fernando II de casamento entre Ladislau e a Arquiduquesa Cecília Renata da Áustria (irmã do futuro Fernando III de Habsburgo) chegou a Varsóvia durante a primavera de 1636. O padre Walerian (da ordem religiosa dos franciscanos) e o voivoda Kasper Doenhoff, conselheiros do rei, chegaram a Ratisbona em 26 de outubro com a permissão de estabelecerem as negociações. O dote da arquiduquesa ficou estabelecido de 100 000 złoty, e o Imperador prometeu pagar um dote às duas viúvas de Sigismundo III: Ana e Constância. Adicionalmente, o filho de Ladislau e Cecília Renata receberia o Ducado de Opole e Raciborz, na Silésia. Contudo, antes da assinatura do contrato, Fernando II morreu e o seu filho e sucessor, Fernando III, voltou atrás relativamente a outorgar o referido ducado ao filho de Vladislau. Em vez dum dote, foram dadas como garantia as propriedades de Trzeboń (Trebon), na Boêmia.
Em 16 de março de 1637 foi celebrado um "pacto de família" entre os Habsburgos e o ramo polaco dos Vasa, com promessas de ajuda e aliança entre ambas as partes, e o casamento realizou-se em 12 de setembro.
Depois da morte de Cecília em 1643, o rei voltou a casar com a princesa francesa Maria Luísa Gonzaga, filha de Carlos I Gonzaga, Duque de Nevers, em 1646, casamento sem herdeiros. Foi sucedido por seu meio-irmão e primo João II Casimiro.

## Realizações

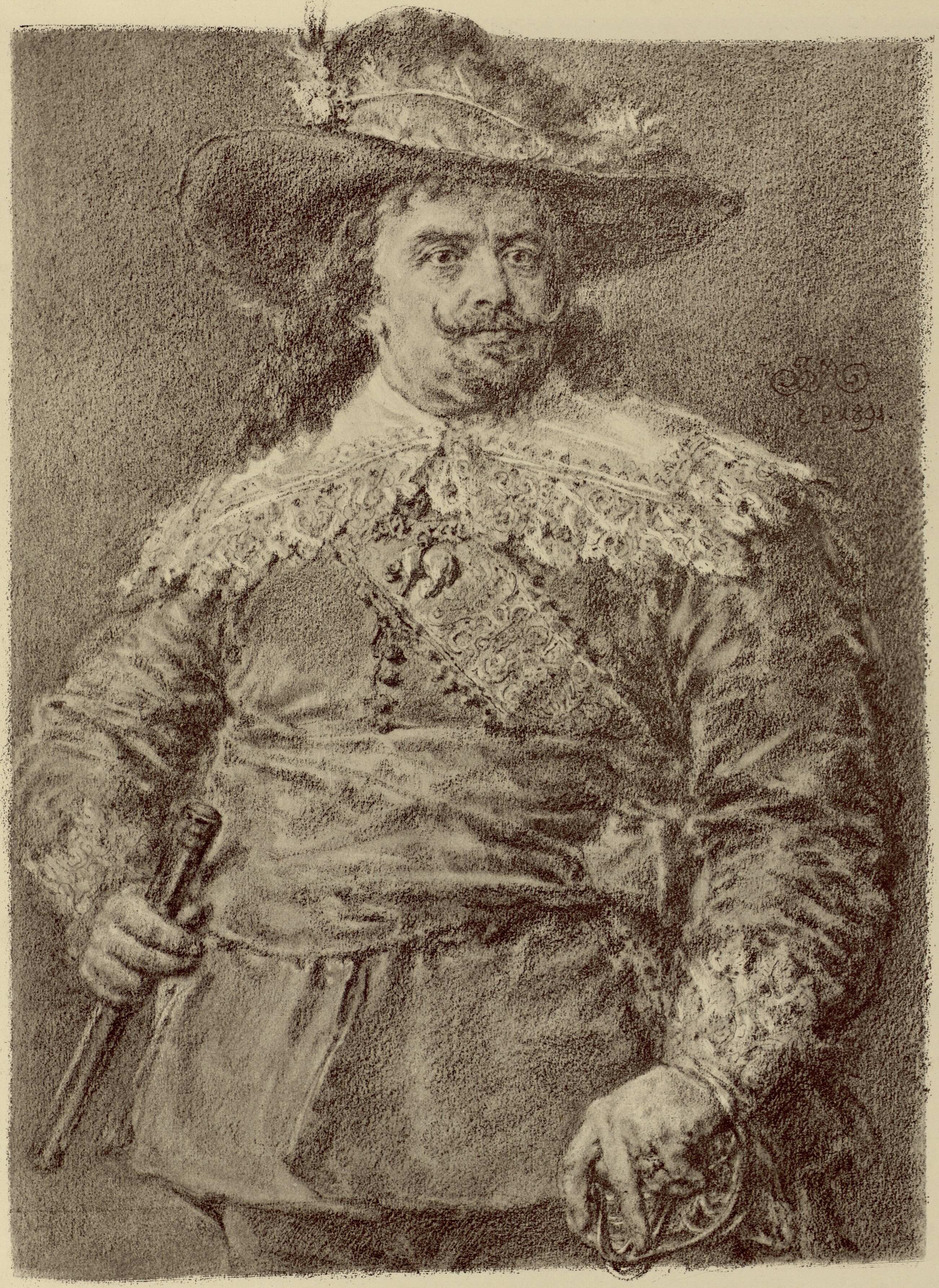
Ladisłau IV. Desenho de Jan Matejko.

### Sucessos
Ladisłau foi eleito para o trono polaco (português europeu) ou polonês (português brasileiro) na sequência da morte de seu pai, em 1632. Numa tentativa de tirar vantagem da confusão ocorrida após a morte do rei polonês, o czar Miguel I ordenou um ataque à República. Um exército moscovita (de aproximadamente 34 500 homens) cruzou a fronteira oriental da República em outubro de 1632 e sitiou Smolensk (que foi cedida à Polônia pela Rússia em 1618, no final das guerras Dimitríades). Na guerra contra a Rússia em 1632-1634 (a Guerra de Smolensk), Vladislau teve êxito em quebrar o cerco à cidade em setembro de 1633 e então forçou o exército russo a se render em 1 de março de 1634. A consequência foi a Paz de Polyanov (Tratado de Polanów), favorável à Polônia, confirmou a situação territorial anterior à guerra. A Moscóvia também concordou em pagar 20 000 rublos em troca da renúncia de Vladislau a qualquer reivindicação ao trono russo e a devolução da insígnia real, que estava em posse da República desde as Dimitríades. Foi durante aquela campanha que Władysław iniciou o programa de modernização do exército da República, enfatizando a utilização de uma infantaria e uma artilharia mais moderna. Ele também tentou criar uma Marinha da República das Duas Nações para a proteção de parte do mar Báltico, porém esse plano nunca se realizou.
Após a campanha de Smolensk, a República foi ameaçada por outro ataque do Império Otomano. Durante as guerras contra os otomanos em 1633-1634 Ladislau deslocou o exército da República para a fronteira sul da Moscóvia e forçou os turcos a fazerem um acordo com ele. No tratado resultante, os dois países concordaram novamente em proteger a fronteira contra as incursões dos cossacos e tártaros, com uma suserania conjunta  (um condomínio) na Moldávia e Valáquia (Wołoszczyzna).
Depois da campanha no sul, a República foi ameaçada pelo norte. A Suécia, enfraquecida por seu envolvimento na Guerra dos Trinta Anos, concordou em assinar o Armistício de Stuhmsdorf (também conhecido por Tratado de Sztumska Wieś) em 1635, favorável à República em termos de concessões territoriais. Contudo, Vladislau falhou em achar um meio de reaver a coroa sueca, que havia pertencido a seu pai e depois perdida.
O rei, que era católico, era muito tolerante e não apoiou mais as políticas agressivas da Contrarreforma. Pode-se argumentar que ele costumava jogar um movimento religioso contra o outro como um meio de conservar seu próprio poder, porém é fato, que ele foi um dos mais tolerantes monarcas do seu tempo. Contudo, ele falhou em resolver os conflitos decorrentes da divisão causada pela União de Brest.
Ladislau foi também um conhecedor de artes e música. Ele patrocinou muitos músicos e criou o primeiro anfiteatro no castelo de Varsóvia, onde durante o seu reinado dezenas de óperas e balés foram executados. Ele também colecionou pinturas e investiu em arquitetura decorativa; dentre os seus mais famosos projetos de patrocínio está o monumento a seu pai, a Coluna de Sigismundo que se tornou um dos símbolos de Varsóvia. Vladislau reuniu uma importante coleção de pinturas barrocas italianas e flamengas, muitas das quais foram perdidas nas guerras após a sua morte.

### Fracassos
Ladislau usou o título de Rei da Suécia, embora ele não possuísse o controlo sobre esse país nem nunca o tivesse visitado. Ele continuaria a tentar recuperar o trono sueco mas, tal como acontecera com seu pai, não obteve sucesso.
Na política interna ele tentou fortalecer o poder da monarquia, mas isto foi impedido principalmente pela szlachta, que valorizava a independência adquirida e os poderes democráticos. Ladislau encontrou muitas dificuldades devido aos esforços do Sejm (parlamento polonês) em controlar os poderes do rei e limitar suas ambições dinásticas. A szlachta via os sonhos militares de Ladislau como uma tentativa de fortalecer a sua posição durante a guerra e portanto, o Sejm se opunha fortemente a maioria dos seus planos de guerra (por exemplo, com a Suécia em 1635 ou com os otomanos em 1646) e geralmente os impedia ao negar os fundos para as campanhas militares e não assinando as declarações de guerra. Da mesma forma, as ambições externas de Ladislau tiverem pouco êxito, como a sua tentativa fracassada de mediar a Guerra dos Trinta Anos entre as forças alemãs e escandinavas e seu apoio aos Habsburgos que não lhe trouxe nada em troca.
Em 1638 Ladislau propôs, que devido os dotes de sua mãe e segunda esposa de Sigismundo III não haverem sido ainda pagos, deveria ser-lhe dado um dos ducados da Silésia (preferencialmente o opolsko-raciborskie). Em 1642 ele propôs dar aos Habsburgos seu direito ao trono da Suécia e em troca receberia como garantia a Silésia. Ludovico Fantoni, enviado a Viena no verão de 1644 propôs trocar as rendas de Ladislau nos Estados da Boêmia em Treben pelos ducados de Opole e Racibórz e de Cieszyn. No início de 1645, cansado da falta de respostas por parte da corte de Viena, Ladislau disse ao enviado do Imperador a Varsóvia, Maximilian Dietrichstein, que a Polônia cooperaria com a Suécia – era uma ameaça aberta (que ele poderia tomar a Silésia com a ajuda dos suecos e contra a vontade do Imperador) anunciada pelo fato de que, em 6 de março de 1645, o general sueco Lennart Torstensson derrotou o Imperador, as forças bávaras e saxônicas na batalha de Jankov e iniciou a marcha em direção a Viena. Agora o Imperador estava novamente pronto para dialogar e enviou Johannes Putz von Adlertum à Varsóvia em abril de 1645 dando-lhe amplas prerrogativas na transferência dos direitos do ducado de Opole e Racibórz ao filho de Ladislau e Cecília Renata, Sigismundo Casimiro, como um feudo hereditário. Contudo, as negociações se encerraram com o êxito dos Habsburgos e o fracasso polonês. O Ducado não foi dado como um feudo hereditário, mas uma garantia por cinquenta anos e foi exigido que o proprietário jurasse submissão ao rei da Boêmia (que não poderia ser o rei polonês), mas como exceção, Ladislau governaria o ducado até que seu filho se tornasse adulto. Adicionalmente, Ladislau prometeu emprestar ao imperador 1 100 000 złoty (mesmo sem ter ainda pago os três dotes).
Muitos historiadores argumentam que Ladislau era muito ambicioso e sonhava em adquirir muita fama através de suas conquistas e nos últimos anos ele planejou usar os cossacos para provocar os turcos para invadir a Polônia de maneira que sua liderança militar pudesse ser indispensável. Por várias vezes ele emitiu seus desejos de recuperar a coroa sueca, de tomar o trono russo e mesmo de conquistar todo o Império Otomano. Ele foi capaz de convencer o restante dos cossacos a se juntarem a ele, mas com o pouco apoio da szlachta e dos aliados estrangeiros (como os Habsburgos), ele constantemente falhava em suas pretensões, frequentemente resultando em desnecessárias guerras de fronteiras e minando as forças da República, que mais tarde provou ser fatal quando o país foi finalmente invadido por seus vizinhos.
Alguns historiadores poloneses afirmam que Ladislau tinha um temperamento explosivo e quando estava zangado, tomava decisões sem antes medir adequadamente as consequências. Por exemplo, quando os protestantes da szlachta impediram seus planos de guerra com a Suécia em 1635, ele foi buscar apoio nos políticos pró-Habsburgos, enviando-os ajuda militar e se casando com a arquiduquesa Cecília Renata. Ele tinha muitos planos (dinásticos, pessoais, sobre guerras, ganhos territoriais: recuperação da Silésia, Inflantia (Livônia), incorporação do Ducado da Prússia, criação de seu ducado hereditário, etc.), alguns deles com real possibilidade de sucesso, mas devido a sua pouca sorte ou obstáculos nos objetivos, quase nada aconteceu como ele planejou.
Ladislau morreu em 1648, um ano após a morte de seu filho, na véspera da Revolta de Chmielnicki e O Dilúvio. Ele falhou em realizar seus sonhos de conquista e não reformou a República. Ladislau evitou que a República se envolvesse na sangrenta Guerra dos Trinta Anos, mas o seu legado terminaria com a Era dourada da República. Os cossacos, se revoltaram contra Ladislau porque as suas promessas feitas a eles nunca se concretizaram, dando início a maior revolta cossaca contra o governo polonês, que seria explorada pela invasão sueca.

## Outros

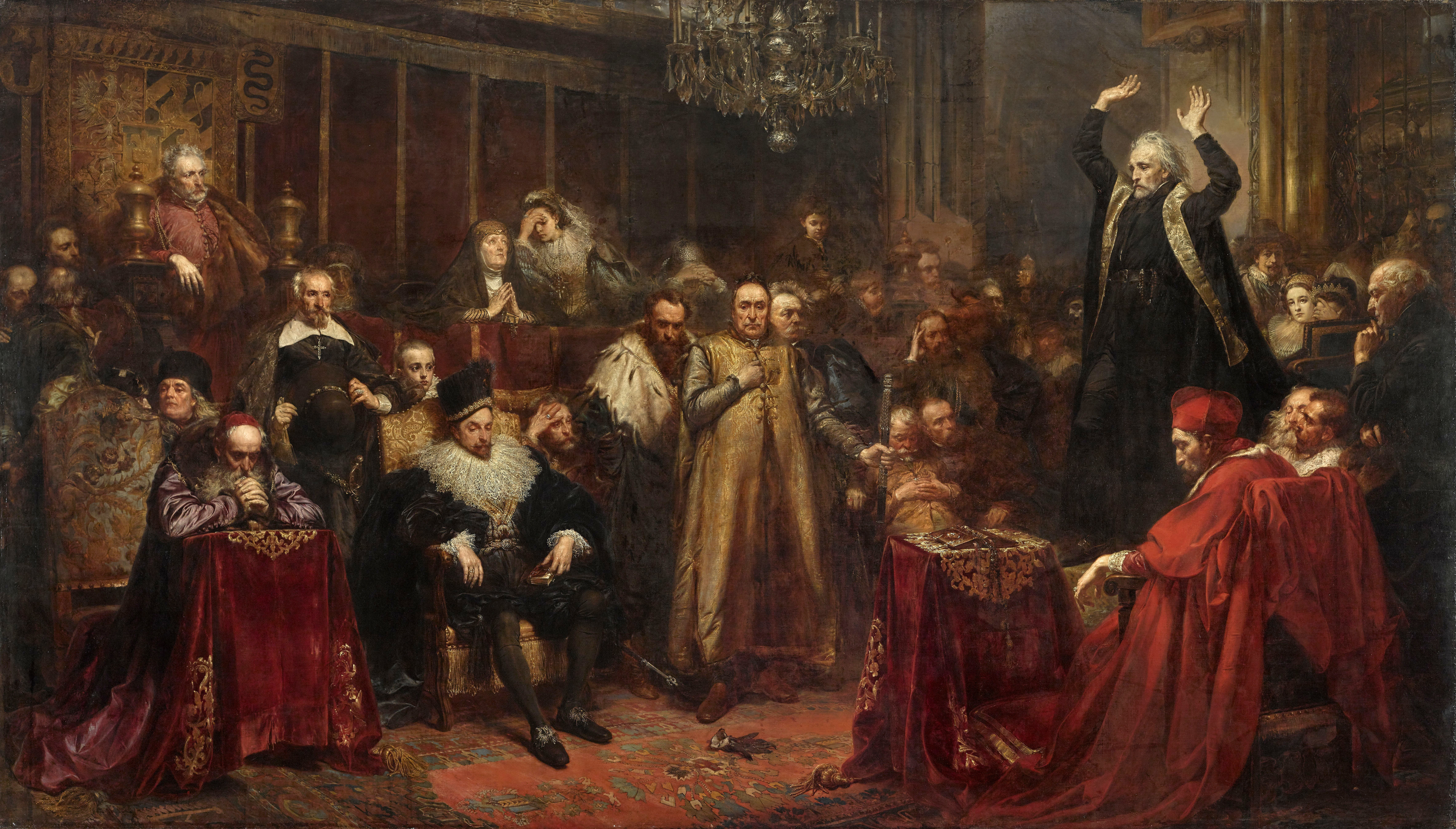
O Sermão de Skarga, por Jan Matejko, 1862, óleo sobre tela, 224 x 397 cm, Castelo Real, Varsóvia. Piotr Skarga (em pé, à direita) discursa. O rei Sigismundo III Vasa está sentado na primeira fila, à esquerda do centro. Logo acima e à esquerda do rei Sigismundo está seu filho, o futuro rei Ladislau IV Vasa.

Ladislau IV é uma das personagens da famosa pintura de Jan Matejko, descrevendo o discurso de Piotr Skarga.
A fortaleza e a cidade de Władysławowo receberam esse nome em sua homenagem.